# Sarajevo (film)
Sarajevo is een Duits-Oostenrijkse-Tsjechische tv-film uit 2014 en gaat over het onderzoek naar de moord op Frans Ferdinand van Oostenrijk, wat de aanleiding was van de Eerste Wereldoorlog. De film werd geproduceerd door de tv-zenders ZDF en ORF ter nagedachtenis van de honderdste verjaardag van het uitbreken van de Eerste Wereldoorlog.

## Verhaal
Op 28 juni 1914, 525 jaar na de slag op het Merelveld reizen aartshertog Frans Ferdinand en zijn vrouw hertogin Sophie van Hohenberg naar Sarajevo, waar ze het slachtoffer worden van een aanslag. De Oostenrijkse magistraat Leo Pfeffer wordt aangesteld om de aanslag te onderzoeken. Tijdens de ondervraging van een verdachte verneemt hij dat er een tweede aanslag gepleegd is waarbij beiden om het leven gekomen zijn. Gavrilo Princip wordt gearresteerd voor de moord op de hoogheden. Pfeffer vindt niet alle omstandigheden even logisch maar wordt door zijn oversten teruggeroepen. Zij willen dat de schuld naar de Serviërs gewezen wordt om zo een oorlog uit te lokken.

## Rolverdeling
- Florian Teichtmeister als Leo Pfeffer
- Heino Ferch als Dr. Herbert Sattler
- Melika Foroutan als Marija Jeftanovic
- Eugen Knecht als Gavrilo Princip
- Erwin Steinhauer als Oskar Potiorek
- Mateusz Dopieralski als Nedeljko Čabrinović
- Edin Hasanovic als Danilo Ilić
- Simon Hatzl als Politiechef Strametz
- Martin Leutgeb als Agent Schimpf
- Juraj Kukura als Stojan Jeftanovic
- Karin Lischka als Frau Ofner
- Juergen Maurer als Chef van justitie Fiedler
- Reinhard Forcher als Aartshertog Frans Ferdinand
- Michaela Ehrenstein als Hertogin Sophie van Hohenberg
- Michael Menzel als Secretaris Körner
- Friedrich von Thun als Raadslid Wiesner
- Dominik Warta als Peter Dörre